# Aleš Češnovar
Aleš Češnovar, slovenski bas kitarist in pesnik, * 5. september 1966, † november 2018.
Bil je bas kitarist skupine Niet, to vlogo je opravljal 27 let, do odhoda leta 2010.
Izdal je pesniško zbirko Dim in kri (COBISS).